# Eoscarta bicolor
Eoscarta bicolor är en insektsart som beskrevs av Gustav Breddin 1902. Eoscarta bicolor ingår i släktet Eoscarta och familjen spottstritar. Inga underarter finns listade i Catalogue of Life.